# Probreviceps
Probreviceps là một chi động vật lưỡng cư trong họ Brevicipitidae, thuộc bộ Anura. Chi này có 6 loài và 100% bị đe dọa hoặc tuyệt chủng.